# 1-Octin
1-Octin ist eine chemische Verbindung aus der Gruppe der Alkine. Sie besitzt das Grundgerüst des Octans mit einer C-C-Dreifachbindung an der 1-Position.

## Gewinnung und Darstellung
1-Octin kann durch eine zweistufige Reaktion aus 1-Octen gewonnen werden.
Möglich ist auch die Herstellung durch Reaktion von Monolithiumacetylid mit 1-Hexylbromid.

## Eigenschaften
1-Octin ist eine farblose Flüssigkeit mit charakteristischem Geruch, die praktisch unlöslich in Wasser ist.

## Verwendung
1-Octin kann zur Herstellung von Alkylboranen verwendet werden.

## Sicherheitshinweise
Die Dämpfe von 1-Octin können mit Luft ein explosionsfähiges Gemisch (Flammpunkt 16 °C, Zündtemperatur 225 °C) bilden.